# ピアソン準男爵

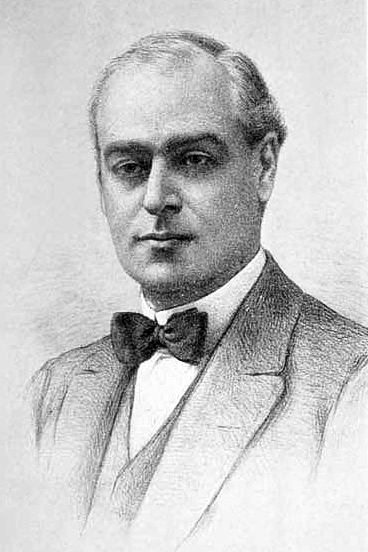
初代準男爵アーサー・ピアソン

ピアソン準男爵（ピアソンじゅんだんしゃく、Pearson baronets）は、イギリスの準男爵位。いずれも「ピアソン」姓の者に授与されている。過去に連合王国の準男爵位として3回創設された。2010年現在、そのうち2つが存続している。

## パドックハーストのピアソン準男爵（1894年）
サセックス州パドックハーストのピアソン準男爵(Pearson Baronetcy, of Paddockhurst, in the County of Sussex)は、ウィートマン・ピアソンが1894年6月26日に連合王国準男爵位として叙位されたことに始まる。1910年にカウドレー男爵の称号を得たため、準男爵位は統合された。この創設についての詳細は、カウドレー子爵を参照のこと。

## セント・ダンスタンのピアソン準男爵（1916年）
ロンドン州セント・ダンスタンズのピアソン準男爵(Pearson Baronetcy, of St. Dunstan's in the County of London)は、新聞出版者アーサー・ピアソンが1916年7月12日に連合王国準男爵位として授けられたことを嚆矢とする。初代準男爵は『デイリー・エクスプレス』の創始者である。その息子である2代準男爵ネヴィル・ピアソンが1982年に死去すると、この準男爵位は廃絶した。
- 初代準男爵サー・アーサー・ピアソン (Sir (Cyril) Arthur Pearson, 1st Baronet, 1866-1921)
- 第2代準男爵サー・ネヴィル・ピアソン（英語版） (Sir Neville Arthur Pearson, 2nd Baronet, 1898-1982)

## グレッシンガムのピアソン準男爵（1964年）
ランカスター王権伯領グレッシンガムのピアソン準男爵(Pearson Baronetcy, of Gressingham in the County Palatine of Lancaster)は、クリザーロー選挙区選出の保守党所属庶民院議員フランシス・ピアソンが1964年12月30日に連合王国準男爵位として叙されたことを発端とする。
- 初代準男爵サー・フランシス・ピアソン（英語版） (Sir Francis Fenwick Pearson, 1st Baronet, 1911-1991)
- 第2代準男爵サー・フランシス・ニコラス・フレイザー・ピアソン (Sir Francis Nicholas Fraser Pearson, 2nd Baronet, 1943-)